# Константин Кијевски
Блажени Константин је био митрополит кијевски.
За време живота блаженог кнеза Игора, када је владала велика смутња међу кнежевима руским и у цркви су били нереди и честе промене на престолима архијерејским. Тако је после смрти митрополита кијевског Михаила кнез Изјаслав довео за митрополита неког ученог монаха Клима, не тражећи за то благослов патријарха цариградског, насупрот древном обичају. Тада је патријарх послао овога Константина митрополита да извиди ствар. Константин је збацио Клима и одстрани из цркве све оне клирике, које је Клим поставио. Због тога се народ разделио на оне који су подржавали Клима, и на оне који су подржавали Константина. Тада је по жељи кнежева руских, патријарх послао трећег, некога Теодора, а Клим и Константин су уклоњени. Када је умро Константин 1159. године, отворили су његов тестамент, у коме је он молио, да га не сахрањују него да га баце у поље, да га пси поједу, пошто он сматра себе виновником смутње у цркви. Тело је лежало у пољу три дана. У хришћанској традицији помиње се да је три дана страшно грмело над Кијевом, да су муње севале, громови пуцали и земља се тресла. Осам људи је погинуло од грома. Над мртвим телом Константиновим појављивала су се три пламена стуба. Видећи све ово кнез кијевски наредио је да узму тело и часно га сахране у цркви, где је био и гроб Игоров. И одмах потом настала је тишина у природи. 
Српска православна црква слави га 5. јуна по црквеном, а 18. јуна по грегоријанском календару.